# Heiterberg
Heiterberg är ett berg i Österrike.   Det ligger i distriktet Bregenz och förbundslandet Vorarlberg, i den västra delen av landet, 500 km väster om huvudstaden Wien. Toppen på Heiterberg är 2 192 meter över havet, eller 311 meter över den omgivande terrängen. Bredden vid basen är 2,2 km.
Terrängen runt Heiterberg är bergig åt sydväst, men åt nordost är den kuperad. Närmaste större samhälle är Mittelberg, 6,7 km nordost om Heiterberg. 
Trakten runt Heiterberg består i huvudsak av gräsmarker. Runt Heiterberg är det ganska tätbefolkat, med 52 invånare per kvadratkilometer.